# Eldhrimnir
En la mitología nórdica, Eldhrimnir ("hollín de fuego") era el caldero mágico gigante en el cual en el Valhalla el cocinero de los dioses, Andhrimnir, cocinaba a Sæhrímnir, el jabalí cósmico. Este animal tenía la particularidad de que podía ser devorado de forma periódica por los dioses y los einherjar que se encontraran allí reunidos, ya que para la tarde nuevamente estaba completo y era vuelto a cocinar en el caldero Eldhrimnir. Este relato es mencionado en Gylfaginning en la Edda prosaica y también se ha conservado una versión muy similar en Grímnismál en la Edda poética.